# 韩世灏
韓世灝（英文名： Johnny Hon Sei-hoe，1971年12月22日），祖籍為浙江省餘姚市，高寶集團（The Global Group）創始人。中國人民政治協商會議黑龍江省第十三屆常務委員會委員，曾兩度擔任格林納達駐香港名譽領事，也曾擔任格林納達無任所大使。

## 生平
韓世灝於1971年在香港出生，曾就讀於倫敦大學國王學院取得生物醫學榮譽學士學位，之後進入劍橋大學休斯學院學習深造，並獲得了精神病學博士學位及倫敦大學亞非學院朝鮮研究碩士學位 。
大學畢業後，他選擇了棄醫從商。由一名精神病理學醫生躋身至商界，成為一名投資人。

### 個人生活及家庭
韓世灝是息影女星汪玲之子，他的父親是商人韓德森先生，其胞弟是韓世麟。現育有四個女兒和一個兒子：韓昕曈、韓昕晴、韓昕昤、韓昕暚和韓傳丞。韓世灝少年時期遠赴英國留學，他曾经用1萬港元的身家創業。後來，他憑藉創業的成功經驗，成功將多家小型公司帶到歐美上市，從而成為了一名風險投資專家。

### 職業生涯
從英國回到香港後，他於香港荷蘭銀行工作期間，獲得了財務策劃、貸款、專案組合管理、稅務規劃和設立信託等方面豐富的專業經驗。接着，他於1997年創立了高寶集團國際控股有限公司，其業務領域涵蓋銀行、物業投資、金融服務、教育、媒體、娛樂、博彩及電訊業。

## 媒體娛樂
韓世灝近年來熱衷於投資傳媒及娛樂事業，更被譽為「亞洲媒體大亨」。他曾為電影《門徒》及《花椒之味》擔任出品人，也曾為音樂劇《日落大道》和《42街》擔任過執行監製。

## 公共事業
韓世灝多年來一直積极參与公益慈善事業，為一些在教育或經濟上有困難的人提供幫助。2010年， 他在中國青海省湟中縣攔隆口鎮興建了青港韓世灝希望小學，以及同年向教育局申請允許樂善堂劉德學校（曾於2008年停辦小一）私辦小一，為更多的孩子提供學習的資源和接受教育的機會。
2013年，作為香港九龍樂善堂主席，他與地產商合作成立食物銀行，並以天水圍及將軍澳為試點，派發食物券給市民換取新鮮食物。
2016年，他與哈爾濱兒童醫院合作成立了高寶集團韓世灝博士兒童先心病慈善救助基金，捐贈的100萬人民幣用來救助貧困家庭中罹患先心病的兒童。

## 馬主生涯
韓世灝是香港賽馬會會員，他在英國養有多駒，曾經交由特聘騎師巫斯義、蘇兆輝主理，「曈曨光彩」（原名「廣角眼界」，與「極霸戰道」同主）便是其名下最佳一匹。除此之外，他還是「昤曨智寶」（原名「智通全球」）、「贏得自然」的馬主團體成員。